# 大众朗逸
大众朗逸（Volkswagen Lavida）是中德合資汽車製造商上汽大众專在中国大陆市场推出的一款紧凑型轿车，于2008年在北京车展首次亮相，被誉为是上汽大众第一款自主设计研发的大众量产车，亦是中國市場上數一數二最暢銷的車款以及大眾汽車在中國最成功的車款之一。此车的兄弟车型为一汽大众宝来

## 背景
朗逸是中国上海大众基于PQ34平台独立设计研发而成的，也是上海大众第一次以ODM的方式为大众汽车研发车型。其使用了加长的捷达4代(Bora)的底盘技术，配合大众波罗的发动机动力组合，设计上迎合了中国消费者的用车需求。

## 第一代
2008年6月，朗逸正式上市销售，采用1.6L和2.0L发动机，后期也有使用1.4TSI发动机的版本。这款车在中国市场的销量非常好，2008年上市首年销售突破10万辆，第二年销量增长100%，超过20万辆。在2010年6月底，朗逸在上市两周年之际，总销量突破30万辆。到2012年4月，朗逸车的总销量突破了70万辆。其設計外觀更奪得第十二届中国外观设计优秀奖。

### 引擎
| 名稱   | 引擎類型          | 容量    | 最大馬力                | 最大扭力             | 變速箱              | 年份      |
| ------ | ----------------- | ------- | ----------------------- | -------------------- | ------------------- | --------- |
| 1.4TSI | I4 DOHC 16V turbo | 1390 cc | 131 PS（96 kW；129 hp） | 220 N·m（162 lb·ft） | 五速手排/七速半自動 | 2010–2012 |
| 1.6    | I4 DOHC 16V       | 1598 cc | 105 PS（77 kW；104 hp） | 155 N·m（114 lb·ft） | 五速手排            | 2008–2012 |
| 2.0    | I4 SOHC 8V        | 1984 cc | 120 PS（88 kW；120 hp） | 172 N·m（127 lb·ft） | 五速手排            | 2008–2012 |

## 第二代

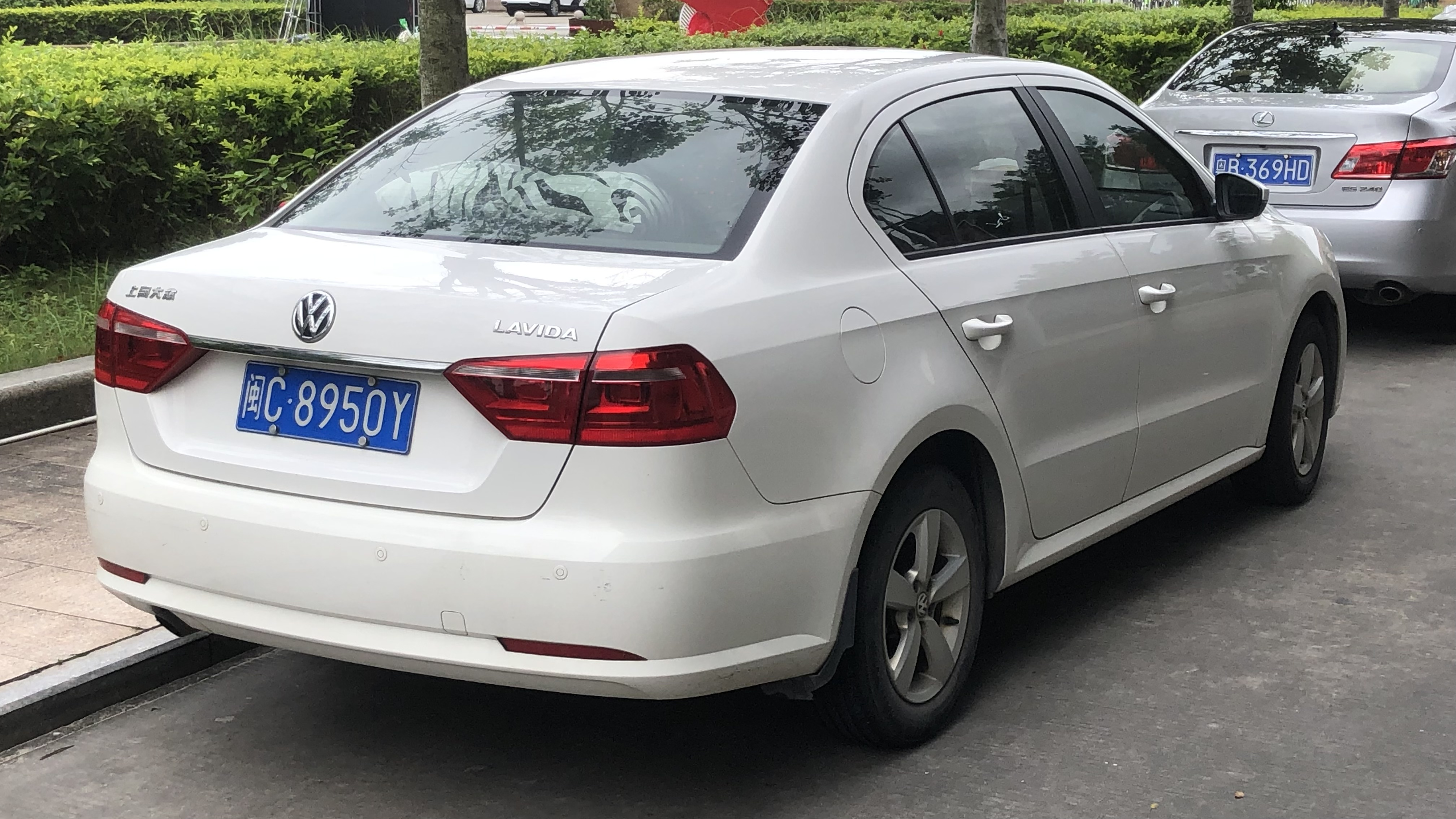
車尾

改款的新朗逸首发于2012年北京车展。2012年8月19日，朗逸进行了改款，其车身线条设计简洁凌厉，轮廓棱角分明，使用家族式的前脸，看似小号的帕萨特nms。新朗逸采用1.6L和1.4TSI发动机匹配，摒弃了2.0L。传动方面也依然为5速手动变速箱、6速手自一体变速箱和7速DSG双离合变速箱三种。

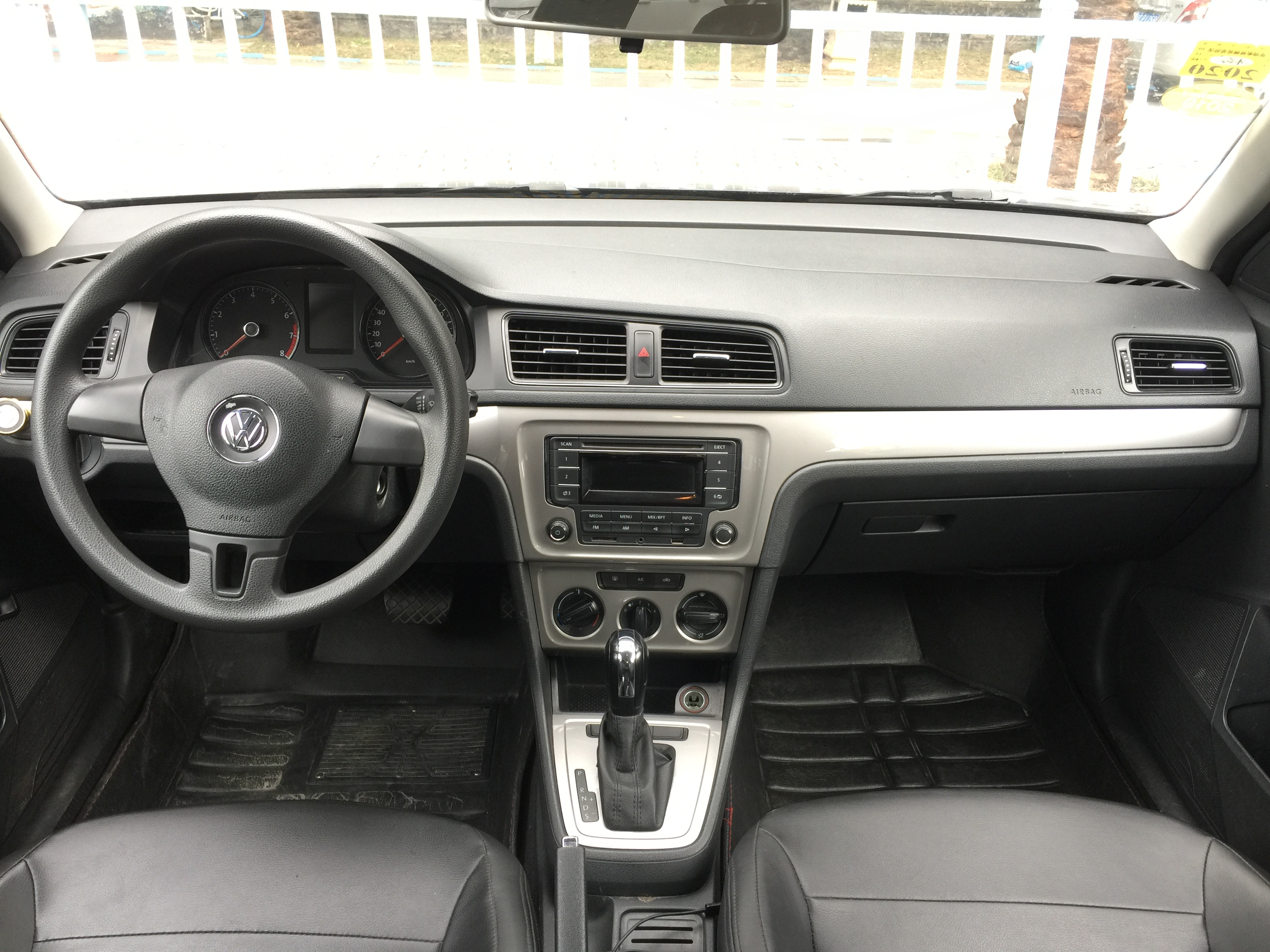
內裝

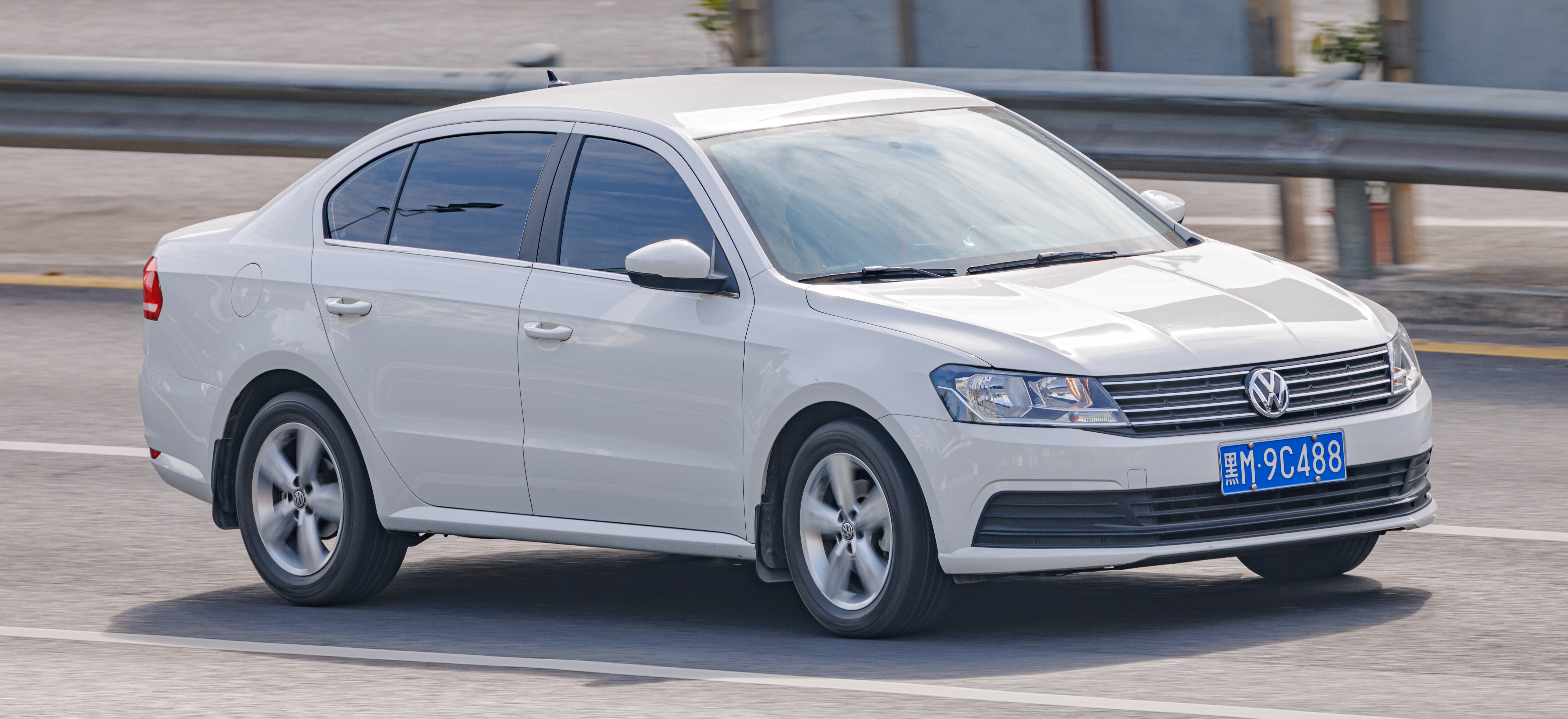
2015年至今的改款版

### 大眾朗行（2013-2017）

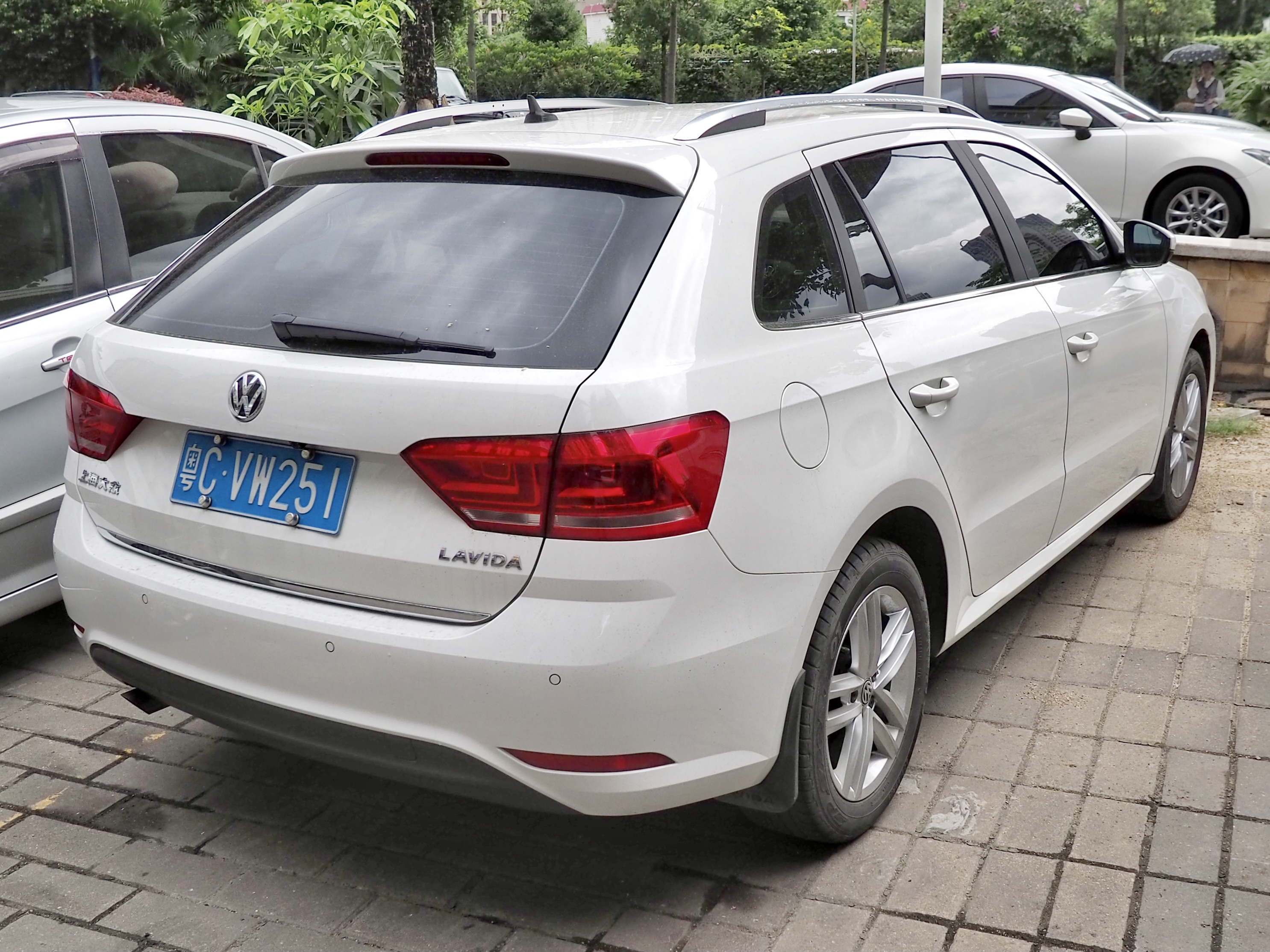
車尾

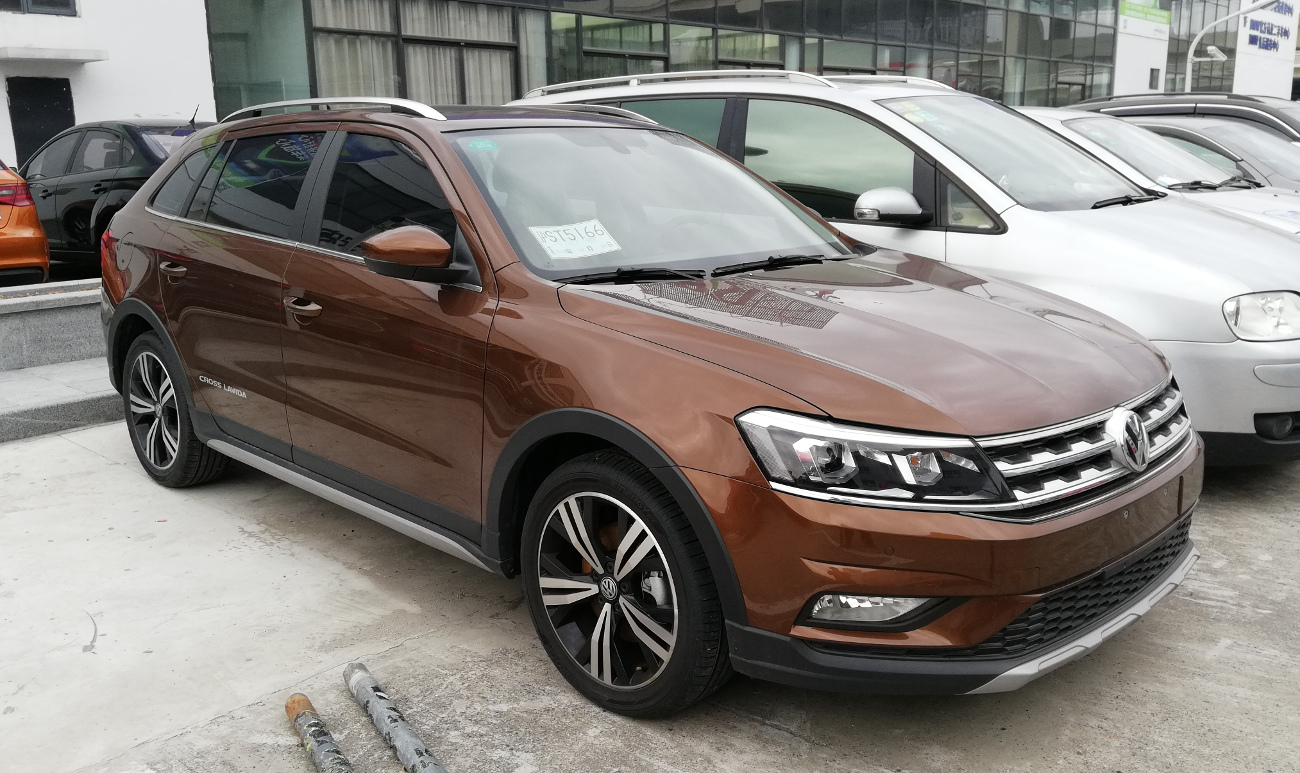
大眾朗境

上汽大眾以朗逸的外觀設計及第三代奧迪A3的基礎上推出了朗逸的旅行車版本朗行，並早在2012年11月已經在中國國內進行測試，並以斯柯達明銳Scout的外觀作為伪装，並於2013年4月在上海車展上首次正式公開亮相，同年10月上市，以填補大眾汽車在中國A級兩廂車市場的空白。次年以朗逸的基礎上推出了跨界版朗境（Cross Lavida）。但由於中國大陸對兩廂車的接受不高，因此朗行亦因銷量問題提早在2017年停產。

### 引擎參數
|                 | 1.6                        | 1.6                        | 1.2 TSI                  | 1.5                        | 1.4 TSI                  | 1.4 TSI                  | 1.4 TSI                   |
| 生產年份        | 2012–2016                  | 2016–2019                  | 2016–2019                | 2019年至今                 | 2012–2016                | 2016–2019                | 2016–2019                 |
| 引擎            |                            |                            |                          |                            |                          |                          |                           |
| 引擎類型        | R4-奧托發動機              | R4-奧托發動機              | R4-奧托發動機            | R4-奧托發動機              | R4-奧托發動機            | R4-奧托發動機            | R4-奧托發動機             |
| 排氣量          | 1598 cc                    | 1598 cc                    | 1197 cc                  | 1498 cc                    | 1390 cc                  | 1395 cc                  | 1395 cc                   |
| 最大馬力        | 77 kW（103.3 hp） / 5250   | 81 kW（108.6 hp） / 5800   | 81 kW（108.6 hp） / 5000 | 82 kW（110.0 hp） / 6100   | 96 kW（128.7 hp） / 5000 | 96 kW（128.7 hp） / 5000 | 110 kW（147.5 hp） / 5000 |
| 最大扭力        | 155 Nm 近3750轉            | 155 Nm 近3800轉            | 200 Nm 近2000–3500轉     | 145 Nm 近4000轉            | 220 Nm 近1750–3500轉     | 225 Nm 近1400–3500轉     | 250 Nm 近1400–3500轉      |
| 動力傳輸        |                            |                            |                          |                            |                          |                          |                           |
| 動力佈局        | 前輪驅動                   | 前輪驅動                   | 前輪驅動                 | 前輪驅動                   | 前輪驅動                 | 前輪驅動                 | 前輪驅動                  |
| 標配變速箱      | 5速手排                    | 5速手排                    | 7速雙離合變速箱          | 5速手排                    | 5速手排                  | 5速手排                  | 7速雙離合變速箱           |
| 選配變速箱      | （6速Tiptronic自動變速箱） | （6速Tiptronic自動變速箱） | —                        | （6速Tiptronic自動變速箱） | （7速雙離合變速箱）      | （7速雙離合變速箱）      | —                         |
| 速度            |                            |                            |                          |                            |                          |                          |                           |
| 最高速度        | 180 km/h (174 km/h)        | 188 km/h (183 km/h)        | 196 km/h                 | 185 km/h (183 km/h)        | 190 km/h                 | 200 km/h                 | 210 km/h                  |
| 0–100 km/h 加速 | 11.6秒 （12.6秒）          | 11.3 s （12.3秒）          | 10.5秒                   | 12.9秒 （13.8秒）          | 9.6秒                    | 9.3秒                    | 8.4秒                     |
| 整备质量        | 1245 kg (1285 kg)          | 1210 kg (1245 kg)          | 1280 kg                  | 1210 kg (1245 kg)          | 1305 kg (1325 kg)        | 1270 kg (1290 kg)        | 1300 kg                   |
| 油缸容量        | 55升                       | 55升                       | 55升                     | 53升                       | 55升                     | 55升                     | 55升                      |

## 第三代
2019款全新一代朗逸基于MQB平台研发，于2019年第二季度上市。车身尺寸长宽高为4670/1806/1474mm，相比第二代车型分别增加了65/41/14mm，距为2688mm，增加了78mm，车内空间进一步提升。

## 可靠性
2013年11月14日，国家质量监督检验检疫总局发布公告，由于中國製造的車輛变速器存在安全隐患，从当年11月25日起对于上海大众汽车有限公司2009年10月27日至2013年6月22日生产的朗逸1.4T车型实行召回。